# Flaga stanowa Delaware
Flaga stanowa Delaware – flaga stanowa przyjęta 24 lipca 1913, jeden z symboli stanu Delaware. Flaga składa się z godła pieczęci stanowej wpisanej w romb luzem w kolorze buff na tle barwy colonial blue. Napis December 7, 1787 (7 grudnia 1787) nawiązuje do daty ratyfikowania przez stan Konstytucji Stanów Zjednoczonych.
W sondażu przeprowadzonym w 2001 przez North American Vexillological Association, amerykańską organizacją weksylologiczną, flaga stanowa Delaware znalazła się na 52. miejscu wśród 72 flag stanów i terytoriów zależnych USA oraz prowincji Kanady, które oceniano w skali od 0 do 10. Organizacja zwróciła uwagę, iż większość flag stanowych USA zawiera godło pieczęci stanowej, co wpłynęło niekorzystnie na ich wynik w sondażu.